# Verbum "genoma in musica"
Verbum "genoma in musica" és una obra per a piano del compositor català Joan Guinjoan (1931-2019). Composta el 2003, constitueix una aproximació musical al món del genoma humà a partir de la idea de trencament i recomposició del gen de la parla. Així, coincidint amb un encàrrec de la Residència d'Investigadors i del CSIC sobre un tema científic, Guinjoan s'inspirà en el descobriment d'un gen associat a la parla per a la composició d'una obra on la forma i el contingut estassin en equilibri.

## Estructura i contingut
Segons el mateix compositor, "La composició d'aquesta peça per a piano ha estat una de les experiències més atractives de la meva trajectòria musical". El piano plasma, amb un discurs sonor d'uns 10 minuts de durada, el procés incoherent de nombrosos efectes fonètics que la veu humana produeix fins que arriba a la normalitat de la parla. Per això, utilitza un llenguatge musical variat que simbolitza, a través dels sons La, Do i Sol, les lletres químiques bàsiques del codi genètic: adenina (A), timina (T), citosina (C) i guanina (G).
La cèl·lula Do-Sol-La, en què la T s'ha associat a Do, es repeteix constantment per reafirmar el codi genètic, i es transforma al llarg de l'obra mitjançant procediments típics de composició com la transposició o la inversió. La reafirmació va en augment fins a la conclusió, on hi ha una seqüència pertanyent exactament al gen de la parla. Segons Rosa Maria Fernández, aquest plantejament musical com un moviment únic representa l'evolució constant de l'ésser humà, evolució que ha esdevingut, en el cas de Guinjoan, creació artística.
La primera part, que comença amb un gran cluster, equival al procés de trencament i crea un ambient caòtic i de tensió. Progressions de marxes harmòniques i melòdiques evoquen la doble hèlix de l'ADN, mentre que fragments formats per vint sons o acords representen els aminoàcids. Després d'un primer clímax al final de la primera part, s'inicia la segona amb un calmo i libero. Amb l'objectiu de traduir musicalment la recomposició del gen de la parla, apareixen suggeriments de la doble hèlix del principi en un ambient diatònic que s'estructura com una àmplia frase formada per tres períodes que van de la intimitat a l'exuberància fins que reapareix el motiu temàtic principal, aquest cop en forma de variació. Seguidament, un fragment de marcat lirisme enllaça amb el molto tranquillo, on per darrera vegada sentim el motiu del genoma "format per tres únics i senzills sons com a prova d'humilitat davant el portentós estudi d'investigació que descriu l'Homo sapiens".

## Interpretació i publicació
Verbum "genoma in musica" fou estrenada a Barcelona el mateix 2003 pel pianista Josep Colom a la seu de la SGAE, i enregistrada per CD Autor. El 2004 va ser enregistrada per Tritó i el 2011 per Columna Música, interpretada per José Menor a l'Auditori Josep Carreras de Vila-seca. La partitura, que inaugura una nova línia de partitures de pòsit científic, es publicà a Barcelona el 2004 per l'editorial Tritó.
Podem sentir aquesta obra interpretada per Alfonso Calderón de Castro en un concert monogràfic pels 80 anys de Joan Guinjoan celebrat el 28 de novembre del 2011 a la Residència d'Investigadors de Barcelona en el següent enllaç: https://www.youtube.com/watch?v=yHqKDqwVJBE